# Gustavo Schmidt
Gustavo Antunes Modesto Schmidt (Rio de Janeiro, 17 de outubro de 1986) é um empresário e político brasileiro, filiado ao Avante. É deputado estadual pelo estado do Rio de Janeiro.
Nas eleições de 2018, foi candidato a deputado pelo PSL e foi eleito com 34.869 votos.
Entretanto, a boa sorte lhe abandonou nas eleições gerais de 2022, quando com apenas 15.437 votos conseguiu somente a suplência na ALERJ. 
Após uma ocorrência policial de forte repercussão e com gravações de vídeo pelos policiais, ele não só agrediu como demonstrou resistência a prisão na delegacia. Após o episódio, deixou de coordenar o diretório do PSL de Niterói e perdeu a candidatura à prefeitura do município.
Em 12 de novembro de 2023, ele foi detido por agressão, desacato e desobediência após agredir dois funcionários de um hotel de luxo em Angra dos Reis, no estado do Rio de Janeiro.